# Chiến tranh Afghanistan-Anh thứ nhất
Chiến tranh Afghanistan - Anh lần thứ nhất là cuộc chiến giữa Công ty Đông Ấn Anh và Tiểu vương quốc Afghanistan từ năm 1839 đến 1842. Nó nổi tiếng với việc thảm sát 4.500 binh sĩ Anh và Ấn Độ, cộng với 12.000 người theo trại của họ, bởi chiến binh bộ lạc Afghanistan. Trong trận đánh cuối cùng, mặc dù người Anh giành thắng lợi nhưng họ triệt thoái và bỏ tất cả mục đích chiến tranh ban đầu. Đây là một trong các xung đột chủ yếu trong cuộc Ván Cờ Lớn, sự tranh giành quyền lực và ảnh hưởng vào thế kỷ 19 ở Trung Á giữa Vương quốc Anh và Đế quốc Nga.

## Nguyên nhân chiến tranh
Thế kỷ 19 là thời kỳ cạnh tranh ngoại giao giữa đế quốc Anh và đế quốc Nga về các phạm vi ảnh hưởng ở châu Á được gọi là "Trò chơi lớn" đối với người Anh và "Cuộc đấu bóng tối" đối với người Nga. Ngoại trừ Hoàng đế Paven I, người đã ra lệnh xâm lược Ấn Độ vào năm 1800 (đã bị hủy bỏ sau vụ ám sát năm 1801), không có Sa hoàng Nga nào nghiêm túc về việc xâm chiếm Ấn Độ. Trong phần lớn thế kỷ 19, Nga được coi là "kẻ thù" của Anh. Bất kỳ bước tiến nào của Nga ở Trung Á luôn được giả định (ở Luân Đôn) là hướng tới việc chinh phục Ấn Độ như nhà sử học người Mỹ David Fromkin nhận xét, "cho dù sự diễn giải có gượng gạo thế nào đi chăng nữa." Năm 1832, Dự luật cải cách đầu tiên hạ thấp các yêu cầu quyền bầu cử để bỏ phiếu và giữ chức vụ tại Vương quốc Anh đã được thông qua. Hoàng đế cực kỳ bảo thủ Nikolai I của Nga đã phản đối công khai dự luật này, tạo tiền đề cho một "cuộc chiến tranh lạnh" giữa Anh-Nga. Nhiều người tin rằng chế độ chuyên chế Nga và nền dân chủ Anh buộc phải đụng độ. Năm 1837, huân tước Palmerston và John Hobhouse, lo sợ sự bất ổn của Afghanistan, Sindh và quyền lực ngày càng tăng của Đế quốc Sikh ở phía tây bắc đã làm dấy lên nỗi ám ảnh về một cuộc xâm lược của Nga tới Ấn Độ thuộc Anh qua Afghanistan. Đế quốc Nga đang dần mở rộng lãnh thổ của mình sang Trung Á, và điều này được Công ty Đông Ấn xem là mối đe dọa khả dĩ đối với lợi ích của họ ở Ấn Độ. Ở Nga vào thế kỷ 19, tư tưởng về "sứ mệnh đặc biệt ở phương Đông" của Nga xuất hiện, cụ thể là Nga có "nghĩa vụ" chinh phục phần lớn châu Á, mặc dù điều này nhắm trực tiếp hơn vào các quốc gia Trung Á và được cho là "Hiểm họa da vàng" của Trung Quốc hơn Ấn Độ. Người Anh có xu hướng hiểu sai chính sách đối ngoại của Hoàng đế Nikolai I là chống Anh và có ý định bành trướng ở châu Á. Trong khi thực tế, mặc dù Nikolai không thích Anh là một quốc gia dân chủ tự do mà ông ta coi là khá "lạ", ông ta luôn tin rằng có thể hiểu được Anh về các phạm vi ảnh hưởng ở châu Á và tin rằng bản chất bảo thủ của xã hội Anh sẽ trì hoãn sự ra đời của chủ nghĩa tự do. Mục tiêu chính trong chính sách đối ngoại của Nikolai không phải là chinh phục châu Á mà là duy trì hiện trạng ở châu Âu, đặc biệt là hợp tác với Phổ và Áo và cô lập Pháp vì Louis-Philippe I của Pháp là một người mà Nikolai ghét là "kẻ tiếm quyền". duc d'Orleans từng là bạn của Nikolai, nhưng khi ông ta lên ngôi vương nước Pháp sau cuộc cách mạng năm 1830, Nikolai đã cảm thấy căm thù người bạn cũ của mình, người mà ông ta thấy đã vượt qua những gì ông ta cho là mặt tối của chủ nghĩa tự do.
Công ty đã phái một phái viên đến Kabul để thành lập liên minh với Amir của Afghanistan, Dost Mohammad Khan chống lại Nga. Dost Mohammad gần đây đã mất thủ đô Peshawar lần thứ hai vào tay Đế quốc Sikh và sẵn sàng thành lập liên minh với Anh nếu họ ủng hộ chiếm lại Peshawar, tuy nhiên người Anh không sẵn lòng. Thay vào đó, người Anh sợ Dal Khalsa do người Pháp đào tạo và họ coi quân đội Sikh là mối đe dọa ghê gớm hơn nhiều so với người Afghanistan không có quân đội. Người Afghanistan chỉ tuyển quân từ bộ lạc; dưới ngọn cờ thánh chiến, dân của các bộ lạc sẽ chiến đấu cho Amir. Dal Khalsa là một lực lượng khổng lồ đã được đào tạo bởi các sĩ quan Pháp, được trang bị vũ khí hiện đại và được coi là một trong những đội quân mạnh nhất trên toàn tiểu lục địa Ấn Độ. Vì lý do này, huân tước Auckland ưa thích một liên minh với Punjab hơn là liên minh với một Afghanistan mà không có gì tương đương với Dal Khalsa. Người Anh có thể đã có một liên minh với Punjab hoặc Afghanistan, nhưng không phải cả hai cùng một lúc. Khi Toàn quyền Ấn Độ, huân tước Auckland nghe tin về sự xuất hiện của Đặc phái viên Nga Jan Prosper Witkiewicz (được biết đến với tên tiếng Nga là Yan Vitkevich) ở Kabul và khả năng Dost Mohammad có thể chuyển sang liên minh với Nga để được hỗ trợ, cố vấn chính trị của ông đã phóng đại mối đe dọa. Burnes mô tả Witkiewicz: "Ông ta là một người đàn ông lịch thiệp và dễ chịu, khoảng ba mươi tuổi, nói tiếng Pháp, tiếng Thổ Nhĩ Kỳ và tiếng Ba Tư trôi chảy, và mặc đồng phục của sĩ quan Cossacks" Sự hiện diện của Witkiewicz đã khiến Burnes rơi vào trạng thái tuyệt vọng, khiến một người đương thời lưu ý rằng ông ta "đã buông xuôi tuyệt vọng, quấn đầu bằng khăn ướt và khăn tay và đưa vào lọ muối ngửi". Trên thực tế, Dost Mohammad đã mời Bá tước Witkiewicz đến Kabul như một cách để khiến người Anh sợ hãi mà liên minh với ông ta để chống lại kẻ thù của mình là Ranjit Singh, Maharaja của Punjab chứ không phải vì ông ta thực sự muốn liên minh với Nga. Người Anh có quyền buộc Singh trả lại các lãnh thổ Afghanistan trước đây mà ông ta đã chinh phục trong khi người Nga thì không, điều này giải thích tại sao Dost Mohammad Khan muốn liên minh với người Anh. Alexander Burnes, một người Scotland, là trưởng ban chính trị của Công ty Đông Ấn ở Afghanistan đã viết về nhà sau khi ăn tối với Bá tước Witkiewicz và Dost Mohammad vào cuối tháng 12 năm 1837: "Chúng tôi đang ở trong một ngôi nhà lộn xộn. Hoàng đế Nga đã phái một phái viên đến Kabul đề nghị... tiền [cho người Afghanistan] để chiến đấu với Rajeet Singh !!! Tôi không thể tin vào mắt hay tai của mình. " Vào ngày 20 tháng 1 năm 1838, bá tước Auckland đã gửi tối hậu thư cho Dost Mohammad nói với anh ta:" Ngài phải từ bỏ tất cả các thư từ với Nga. Ngài không được tiếp các phái viên từ họ hay làm bất cứ điều gì với họ mà chưa có sự cho phép của chúng tôi, ngài phải đuổi Đại úy Viktevitch [Witkiewicz] đi một cách lịch sự; ngài phải từ bỏ mọi yêu sách đối với Peshawar". Bản thân Burnes đã phàn nàn rằng bức thư của bá tước Auckland là "độc tài và có thái độ khinh người đến mức cho thấy ý định của tác giả rằng nó sẽ gây khó chịu", và cố gắng tránh gửi nó càng lâu càng tốt. Dost Mohammad thực sự bị xúc phạm bởi bức thư, nhưng để tránh chiến tranh, ông đã nhờ cố vấn quân sự đặc biệt của mình, nhà thám hiểm người Mỹ Josiah Harlan tham gia vào các cuộc đàm phán với Burnes để xem liệu có thể thỏa hiệp được không. Trên thực tế, Burnes không có quyền đàm phán bất cứ điều gì và Harlan phàn nàn rằng Burnes đang rơi vào thế kẹt, dẫn đến việc Dost Mohammad trục xuất phái bộ ngoại giao của Anh vào ngày 26 tháng 4 năm 1838.
Nỗi lo sợ của Anh về một cuộc xâm lược Ấn Độ của Nga ngày càng rõ ràng hơn khi các cuộc đàm phán giữa người Afghanistan và người Nga bị đổ vỡ vào năm 1838. Vương triều Qajar của Ba Tư, với sự hỗ trợ của Nga, đã cố gắng bao vây Herat. Herat là một thành phố có lịch sử thuộc về Ba Tư mà các shah nhà Qajar đã mong muốn lấy lại từ lâu và nằm ở một vùng đồng bằng màu mỡ đến mức được gọi là "vựa lúa của Trung Á"; Bất cứ ai kiểm soát Heret và vùng nông thôn xung quanh cũng kiểm soát nguồn ngũ cốc lớn nhất ở Trung Á. Nga do muốn tăng cường sự hiện diện ở Trung Á, đã thành lập liên minh với nhà Qajar Ba Tư, nơi có tranh chấp lãnh thổ với Afghanistan vì Herat là một phần của Safavid Ba Tư trước năm 1709. Kế hoạch của huân tước Auckland là đánh đuổi những kẻ bao vây và thay thế Dost Mohammad bằng Shuja Shah Durrani, người đã từng cai trị Afghanistan và sẵn sàng liên minh với bất kỳ ai có thể khôi phục vương vị Afghanistan cho ông. Có thời điểm, Shuja đã thuê một nhà thám hiểm người Mỹ Josiah Harlan để lật đổ Dost Mohammad Khan, mặc dù thực tế kinh nghiệm quân sự của Harlan chỉ bao gồm làm bác sĩ phẫu thuật với quân đội của Công ty Đông Ấn trong Chiến tranh Miến Điện lần thứ nhất. Shuja Shah đã bị phế truất vào năm 1809 và sống lưu vong ở Ấn Độ thuộc Anh từ năm 1818, nhận tiền trợ cấp từ Công ty Đông Ấn vì công ty tin rằng một ngày nào đó ông ta sẽ có ích. Người Anh phủ nhận rằng họ đang định xâm chiếm Afghanistan, tuyên bố rằng họ chỉ đơn thuần ủng hộ chính phủ Shuja "hợp pháp" chống lại sự can thiệp của nước ngoài và sự chống đối bè phái. " Shuja Shah vào năm 1838 hầu như không được ai nhớ đến bởi trước đây ông được xem là một nhà cai trị độc ác và chuyên quyền. Ông ta gần như không có bất kì sự hỗ trợ nào từ quần chúng ở Afghanistan.
Vào ngày 1 tháng 10 năm 1838, huân tước Auckland đã ban hành Tuyên bố Simla tấn công Dost Mohammed Khan vì đã thực hiện "một cuộc tấn công vô cớ" vào đế quốc của "đồng minh cổ đại của chúng ta, Maharaja Ranjeet Singh", tiếp tục tuyên bố rằng Suja Shah "nổi danh trên khắp Afghanistan" sẽ trở về vương quốc cũ của mình và "được bao quanh bởi quân đội của chính mình, được hỗ trợ chống lại sự can thiệp của nước ngoài và sự chống đối bè phái bằng Quân đội Anh". Khi người Ba Tư phá vỡ vòng vây của Herat và Hoàng đế Nikolai I của Nga đã ra lệnh cho Bá tước Vitkevich về nước (ông ta đã tự sát khi về tới St. Petersburg), những lý do để cố gắng đưa Shuja Shah trở lại ngai vàng Afghanistan đã biến mất Nhà sử học người Anh Sir John William Kaye đã viết rằng sự thất bại của người Ba Tư trong việc chiếm Herat "như nắm được ý đồ của huân tước Auckland và làm ông ta cụt hứng vì khi đó, tất cả các lý do biện minh và cuộc viễn chinh qua Ấn Độ ngay lập tức trở nên điên rồ và là một tội ác". Nhưng tại thời điểm này, Auckland đã cam kết đưa Afghanistan vào phạm vi ảnh hưởng của Anh và không có gì ngăn cản ông ta thúc đẩy cuộc xâm lược. Vào ngày 25 tháng 11 năm 1838, hai đội quân hùng mạnh nhất ở tiểu lục địa Ấn Độ đã tập hợp lại trong một cuộc duyệt binh lớn tại Ferozepore khi Ranjit Singh, Maharajah của Punjab đưa Dal Khalsa để hành quân cùng với quân Ấn của Công ty Đông Ấn và quân đội Anh Ở Ấn Độ, huân tước Auckland tự mình trình bày giữa sự phô trương sắc màu và âm nhạc khi những người đàn ông mặc đồng phục rực rỡ cùng với ngựa và voi diễu hành ấn tượng về sức mạnh quân sự. Huân tước Auckland tuyên bố rằng "đại quân Ấn Độ" giờ sẽ bắt đầu hành quân đến Kabul để phế truất Dost Mohammed và đưa Shuja Shah trở lại ngai vàng Afghanistan vì rõ ràng ông là Emir hợp pháp nhưng thực chất là đặt Afghanistan vào Phạm vi ảnh hưởng của Anh. Công tước Wellington phát biểu tại Hạ viện đã lên án cuộc xâm lược, nói rằng những khó khăn thực sự sẽ chỉ bắt đầu sau cuộc xâm lược, lực lượng Anh-Ấn sẽ đánh bại quân đội bộ lạc Afghanistan nhưng sau đó họ sẽ phải vật lộn để giữ lấy những gì đã giành được do địa hình của dãy núi Hindu Kush và Afghanistan không có đường sá hiện đại. Công tước Wellington đã gọi toàn bộ hoạt động là "ngu ngốc" vì cho rằng Afghanistan là vùng đất của "đá, cát, sa mạc, băng và tuyết".

## Anh xâm chiếm Afghanistan

### Tiến vào Afghanistan

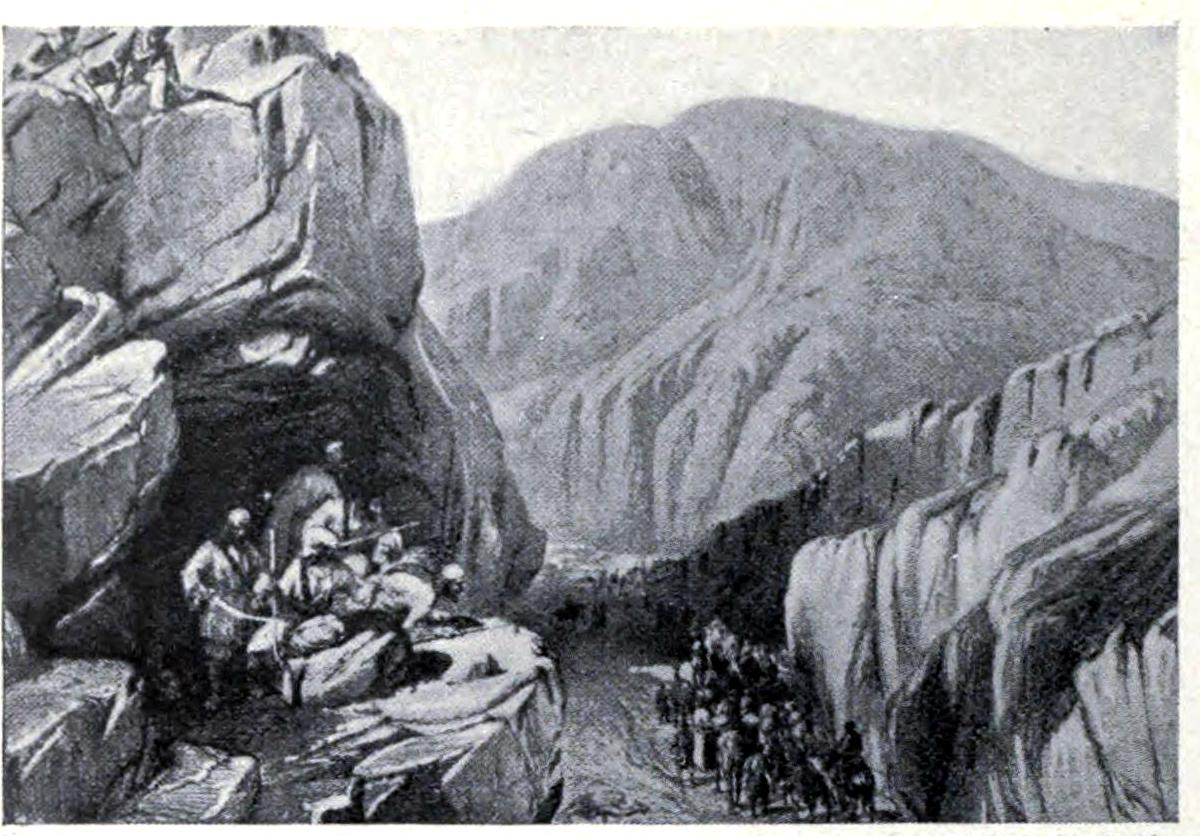
Sir – I – Khajur ở đèo Bolan, 1839

"Quân đội Ấn Độ" gồm 21.000 quân Anh và quân Ấn Độ, dưới sự chỉ huy của John Keane, Nam tước thứ nhất của Keane (sau đó được thay thế bởi Sir Willoughby Cotton và sau đó là William Elphinstone) khởi hành từ Punjab vào tháng 12 năm 1838. Cùng với họ là William Hay Macnaghten, người từng đứng đầu Chính phủ Calcutta, người được chọn làm đại diện chính của Anh tại Kabul. Đạo quân có một đoàn tàu khổng lồ gồm 38.000 thường dân đi theo và 30.000 con lạc đà và thêm một đàn gia súc lớn. Người Anh xem cuộc chiến như một cuộc dạo chơi - có trung đoàn lấy theo một bầy cáo, một trung đoàn khác lại mang theo hai con lạc đà mang đầy thuốc lá, các sĩ quan cấp thấp được mang theo tới 40 người hầu trong khi một sĩ quan cao cấp cần 60 con lạc đà để mang theo các đồ đạc cá nhân.

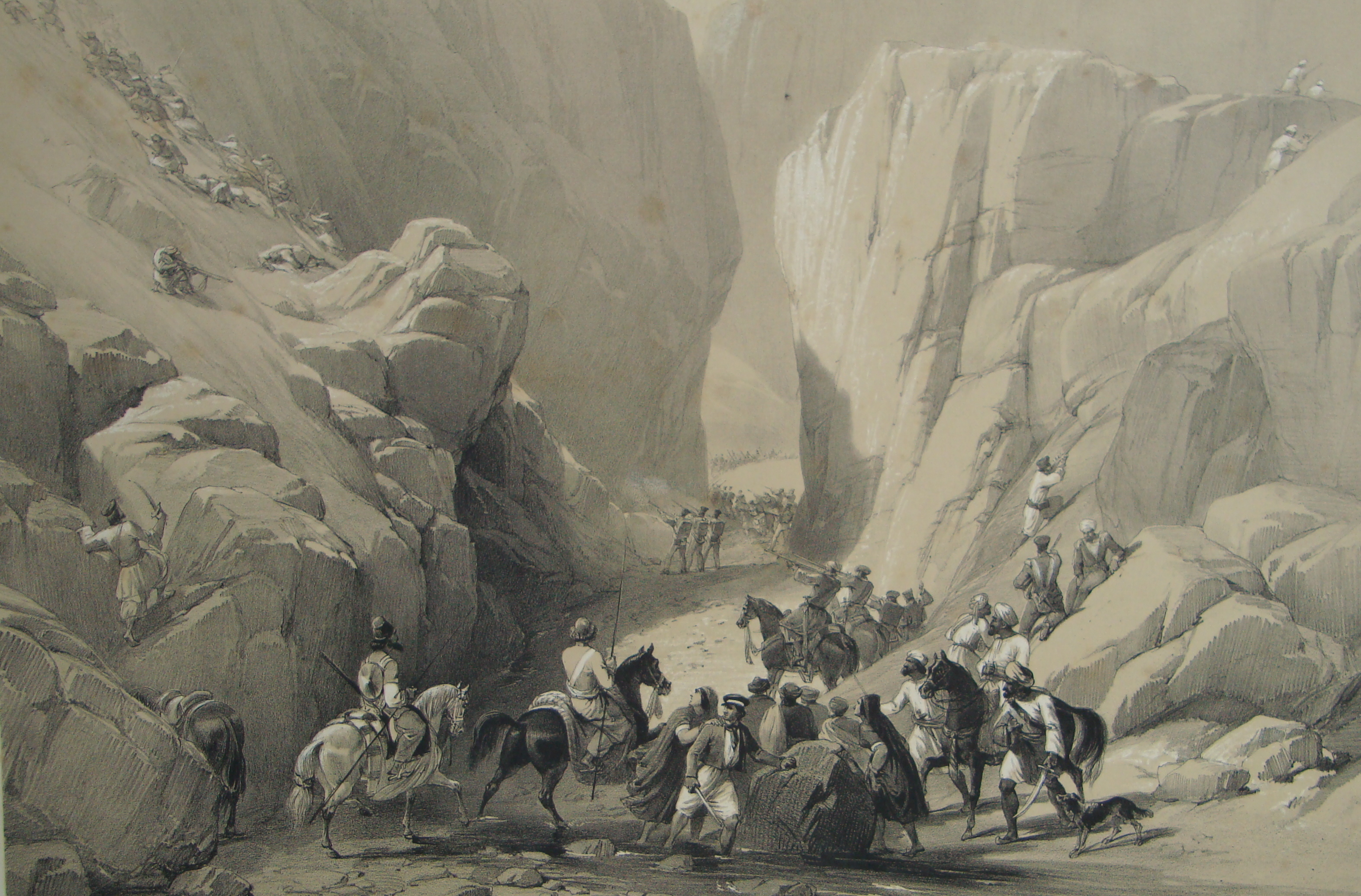
Trận mở màn trên con đường hẹp phía trên Siri Bolan từ bức họa của James Atkinson, Sketches in Afghanistan

Đến cuối tháng 3 năm 1839, các lực lượng Anh đã vượt qua đèo Bolan, đến thành phố Quetta phía nam Afghanistan và bắt đầu hành quân đến Kabul. Họ tiến qua địa hình gồ ghề, băng qua các sa mạc và những ngọn đèo cao 4.000 mét, nhưng đã tiến quân tốt và cuối cùng đã dựng trại tại Kandahar vào ngày 25 tháng 4 năm 1839. Sau khi đến Kandahar, Keane quyết định chờ đợi mùa màng chín trước khi nối lại cuộc hành quân của mình. Vì vậy phải đến ngày 27 tháng 6, Đại quân Ấn Độ mới hành quân trở lại. Keane đã để lại những phương tiện bao vây ở Kandahar, hóa ra đó là một sai lầm khi ông phát hiện ra rằng các bức tường của pháo đài Ghazni mạnh hơn mong đợi. Một kẻ phản bội, Abdul Rashing Khan, cháu trai của Dost Mohammad Khan, đã thông báo cho người Anh rằng một trong những cánh cổng của pháo đài đang bị hư hỏng và có thể bị nổ tung với một ít thuốc súng. Trước pháo đài, người Anh đã bị tấn công bởi một lực lượng của bộ lạc Ghilji đang chiến đấu dưới ngọn cờ thánh chiến, những người đang tuyệt vọng để giết farangis, một thuật ngữ của người Pashtun để chỉ người Anh và bị đánh bại. Người Anh đã bắt năm mươi tù nhân đưa đến trước Shuja, một trong số họ đã đâm chết một mục sư bằng một con dao giấu trong người. Shuja đã đem tất cả họ chặt đầu. Sir John Kaye trong lịch sử chiến tranh chính thức của mình đã viết về hành động "man rợ bừa bãi" này, "tiếng khóc the thé" của những người Ghazi sẽ được nhớ đến như là "lời than khóc tang thương" của chính sách "tội loi" của chính phủ ".
Vào ngày 23 tháng 7 năm 1839, trong một cuộc tấn công bất ngờ, các lực lượng do Anh lãnh đạo đã chiếm được pháo đài Ghazni, nhìn ra một đồng bằng dẫn về phía đông vào Khyber Pakhtunkhwa. Quân đội Anh đã thổi tung một cổng thành và hành quân vào thành phố trong tâm trạng phấn khích. Khi chiếm pháo đài này, họ mất 200 người do thiệt mạng và bị thương trong khi người Afghanistan mất gần 500 người. 1.600 người Afghanistan đã bị bắt làm tù binh với một số không rõ bị thương. Ghazni được cung cấp chu đáo, là bàn đạp cho những bước tiến lớn dễ dàng sau này.
Sau đó, người Anh đã giành được chiến thắng quyết định trước quân đội của Dost Mohammad do một trong những người con trai của ông lãnh đạo. Vào tháng 8 năm 1839, sau ba mươi năm, Shuja lại được lên ngôi ở Kabul. Shuja ngay lập tức nổi tiếng về sự tàn ác bằng cách tìm cách trả thù tất cả những ai vượt quá giới hạn của ông ta khi anh ta coi người của mình là "những con chó" cần được dạy để tuân theo chủ của chúng.

### Qalat/Kalat
Vào ngày 13 tháng 11 năm 1839, khi đang trên đường đến Ấn Độ, một đơn vị Bombay của Quân đội Ấn-Anh đã tấn công pháo đài bộ lạc Baloch của Kalat do các bộ lạc Baloch đã quấy rối và tấn công các đoàn xe của Anh trong thời gian di chuyển về phía đèo Bolan.

### Chiến tranh du kích
Dost Mohammad đã tiến hành một cuộc chiến tranh du kích và bị đánh bại trong mọi cuộc giao tranh mà ông đã chiến đấu nhưng đã chế giễu Macnaughten trong một lá thư với sự kiêu hãnh: "Tôi giống như một cái thìa gỗ. Bạn có thể ném tôi tứ tung đủ chỗ nhưng tôi sẽ không bị tổn thương". Dost Mohammad đã chạy trốn cùng với những người trung thành của mình qua các con đường độc đạo đến Bamyan và cuối cùng đến Bukhara. Nasrullah Khan, emir của Bukhara đã vi phạm quy tắc truyền thống của lòng hiếu khách bằng cách ném Dost Mohammad vào ngục tối, nơi ông ở cùng với Đại tá Charles Stoddart. Stoddard đã được gửi đến Bukhara để ký một hiệp ước hữu nghị và sắp xếp một khoản trợ cấp để giữ Bukhara trong phạm vi ảnh hưởng của Anh, nhưng bị đưa vào ngục tối vì người Anh không đưa cho ông ta một khoản hối lộ đủ lớn. Không giống như Stoddart, Dost Mohammad đã trốn thoát khỏi ngục tối vào tháng 8 năm 1840 và trốn về phía nam tới Afghanistan.

## Sự chiếm đóng và sự trỗi dậy của người Afghanistan

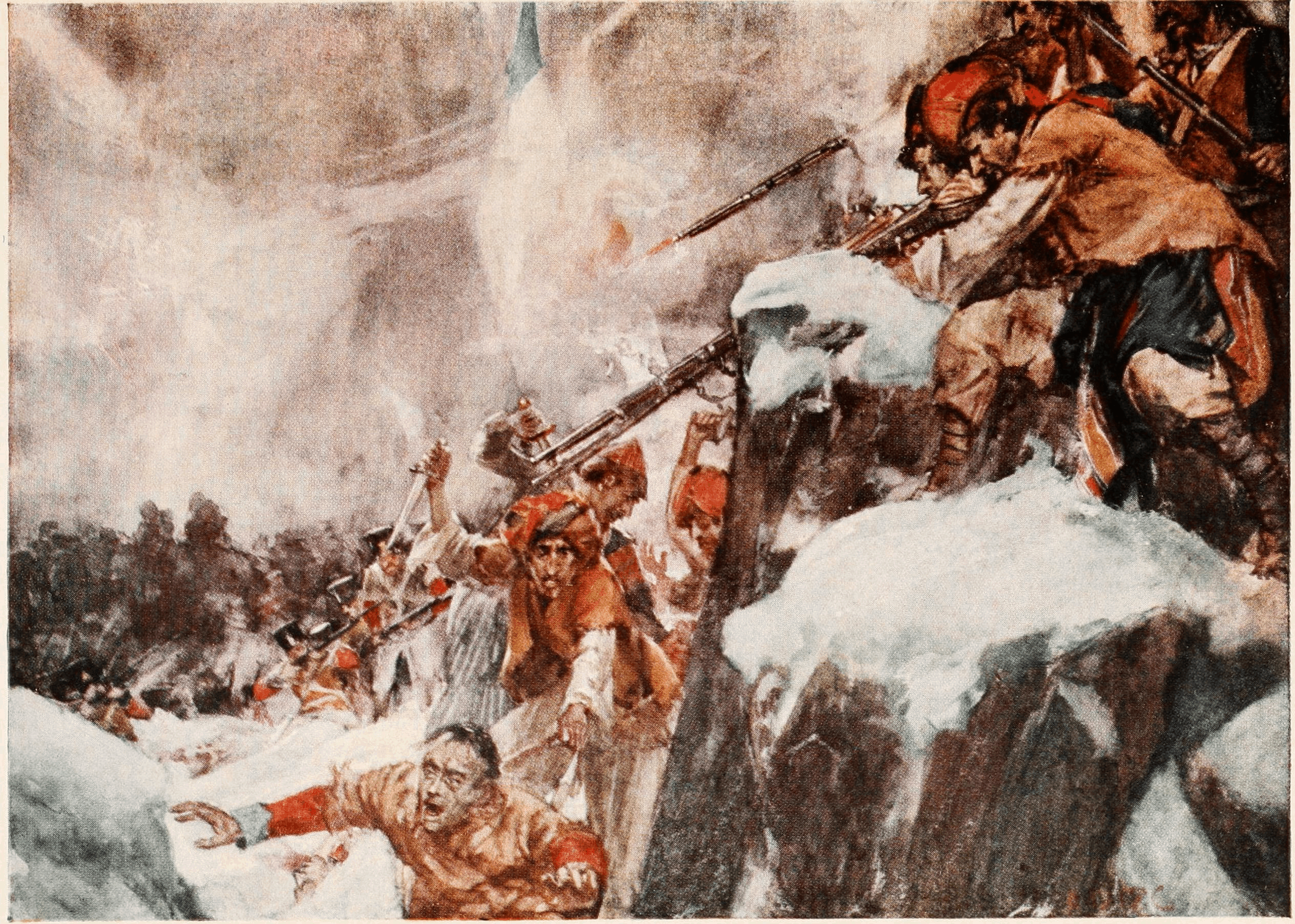
Lực lượng Afghanistan tấn công quân Anh-Ấn đang rút lui

Phần lớn quân đội Anh trở về Ấn Độ và để lại 8.000 người ở Afghanistan nhưng rõ ràng là sự cai trị của Shuja chỉ có thể được duy trì với sự hiện diện của một lực lượng mạnh hơn của Anh. Người Afghanistan phẫn nộ trước sự hiện diện của Anh và sự cai trị của Shah Shuja. Khi sự chiếm đóng kéo dài, sĩ quan chính trị đầu tiên của Công ty Đông Ấn William Hay Macnaghten đã cho phép binh lính của mình đưa gia đình đến Afghanistan để cải thiện tinh thần; điều này càng khiến người Afghanistan tức giận vì có vẻ như người Anh đang thiết lập một sự chiếm đóng vĩnh viễn. Macnaughten đã mua một biệt thự ở Kabul, nơi ông đã lắp cho vợ mình đèn chùm pha lê, một loại rượu vang Pháp hảo hạng và hàng trăm người hầu từ Ấn Độ.] Macnaughten từng là một thẩm phán ở một thị trấn nhỏ ở Ulster trước khi quyết định rằng ông muốn nhiều hơn là cai trị một thị trấn nhỏ ở Ireland. Macnaughten được biết đến với phong thái kiêu ngạo, hách dịch và được cả Người Afghanistan và người Anh gọi là "Đặc sứ". Vợ của một sĩ quan người Anh, Lady Florentia Sale đã tạo ra một khu vườn kiểu Anh tại nhà cô ở Kabul, nơi được nhiều người ngưỡng mộ. Vào tháng 8 năm 1841, con gái Alexadrina của cô đã kết hôn tại nhà Kabul của mình với Trung úy John Sturt của Công binh hoàng gia. Các sĩ quan Anh đã tổ chức các cuộc đua ngựa, chơi cricket và trượt băng vào mùa đông trên các ao địa phương đóng băng và làm kinh ngạc những người Afghanistan chưa bao giờ nhìn thấy điều này trước đây.
Hành vi tàn bạo của quân đội Anh đã xúc phạm rất nhiều đến các giá trị khắc khe của những người đàn ông Afghanistan, những người luôn không chấp nhận quan hệ tình dục trước hôn nhân và đặc biệt tức giận khi thấy những kẻ ngoại đạo Anh đưa phụ nữ của họ lên giường. Trong lịch sử chính thức của mình, Ngài John William Kaye đã viết rằng ông buồn bã phải tuyên bố "có những sự thật phải được nói ra", cụ thể là có những "cám dỗ khó chịu nhất đã chống lại không được các sĩ quan Anh của chúng ta chống lại" khi những người phụ nữ mà hầu hết hấp dẫn và những người này sống ở các zenana (khu của phụ nữ Hồi giáo) "không sẵn lòng đến thăm khu của người Kitô giáo xa lạ". Kaye đã viết vụ bê bối là "trần trụi, công khai, khét tiếng" khi các sĩ quan và binh sĩ Anh công khai có quan hệ tình dục với phụ nữ Afghanistan ở một quốc gia như Afghanistan. Nơi mà phụ nữ vẫn và thường xuyên bị giết trong các "hành quyết vì danh dự" vì nghi ngờ tham gia quan hệ tình dục trước hôn nhân được xem là mang lại tiếng xấu dành cho các thành viên nam trong gia đình họ, hầu hết đàn ông Afghanistan rất tức giận với những gì họ coi là một sự sỉ nhục quốc gia khi họ bị nghi ngờ về nhân cách. Một ditty (bài hát ngắn) phổ biến trong quân đội Anh là: "Một người vợ Kabul dưới vỏ bọc burkha, Không bao giờ được ai biết đến ngoài tình nhân". Một số trong những mối quan hệ này đã kết thúc bằng hôn nhân khi cháu gái của Dost Mohammad, Jahan Begum kết hôn với Đại úy Robert Warburton và một Trung úy Lynch kết hôn với em gái của một thủ lĩnh Ghilzai; thực tế là cả hai người phụ nữ đều rất xinh đẹp càng làm tăng thêm sự sỉ nhục của những người đàn ông Afghanistan, những người không thích nhìn thấy người phụ nữ của họ yêu những kẻ ngoại đạo. Một quý tộc Afghanistan Mirza 'Ata đã viết: "Người Anh uống thứ rượu vô đạo vô liêm sỉ đã quên rằng bất kỳ hành động nào cũng có hậu quả và phần thưởng - vì vậy, sau một thời gian, khu vườn mùa xuân từ sự cai trị của nhà vua bị tàn phá bởi mùa thu của những sự kiện xấu xí này.... Các quý tộc phàn nàn với nhau: "Ngày qua ngày, chúng ta phải chịu đựng sự lừa gạt, dối trá và xấu hổ của người Anh. Phụ nữ Kabul sẽ sớm sinh ra những con khỉ lai - đó là một sự ô nhục! "". Afghanistan là một quốc gia nghèo tuyệt vọng đến mức ngay cả tiền lương của một người Anh cũng được coi là một gia tài nhỏ. Nhiều phụ nữ Afghanistan sẵn sàng trở thành gái mại dâm như một cách dễ dàng để làm giàu cùng với sự giận dữ dữ dội của những người đàn ông của họ. Sĩ quan chính trị thứ hai của Công ty Đông Ấn, Sir Alexander Burnes, đặc biệt được chú ý vì thói trăng hoa vô độ của ông ta và đã trở thành hình mẫu để những người của ông ta bắt chước. 'Ata viết: "Burnes đặc biệt không biết xấu hổ. Trong khu vực riêng tư của mình, ông ta sẽ tắm cùng người tình Afghanistan trong dòng nước nóng của dục vọng và khoái cảm, khi hai người cọ xát nhau với những cơn vui sướng và sự thân mật. Hai memsahib, cũng là người yêu của anh ấy, sẽ tham gia cùng họ". Trong tất cả các vấn đề của sự chiếm đóng của Anh, tình dục giữa phụ nữ Afghanistan và binh lính Anh khiến đàn ông Afghanistan tức giận nhất.
Afghanistan không có quân đội, thay vào đó là một hệ thống phong kiến mà theo đó, các thủ lĩnh sẽ duy trì một số lượng người giữ vũ trang nhất định, chủ yếu là kỵ binh cùng với một số bộ lạc có thể được kêu gọi chiến đấu trong thời chiến; Khi Emir tham chiến, ông ta sẽ kêu gọi các thủ lĩnh của mình đưa người của họ đến chiến đấu vì ông ta. Năm 1840, người Anh gây sức ép mạnh mẽ với Shuja để thay thế hệ thống phong kiến bằng một đội quân thường trực, điều này đe dọa sẽ làm mất quyền lực của các thủ lĩnh và Emir bác bỏ với lý do Afghanistan thiếu khả năng tài chính để tài trợ cho một đội quân thường trực.

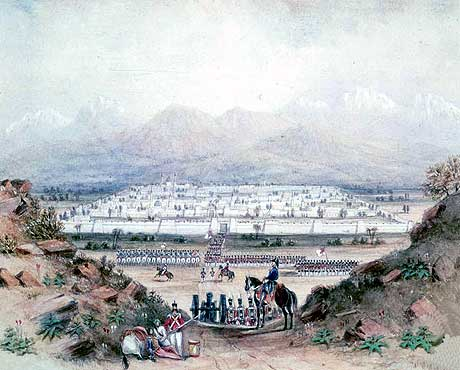
Quân đội Anh tiến vào Kandahar

Dost Mohammad đã không thành công tấn công người Anh và người bảo trợ Afghanistan của họ là Shuja và sau đó đầu hàng và bị đày đến Ấn Độ vào cuối năm 1840. Năm 1839-40, toàn bộ lý do cho việc chiếm đóng Afghanistan đã bị thay đổi bởi Khủng hoảng phương Đông khi Mohammad Ali Đại đế, vali (thống đốc) của Ai Cập, một đồng minh thân cận của Pháp, đã nổi dậy chống lại Sublime Porte; Trong cuộc khủng hoảng sau đó, Nga và Anh hợp tác chống lại Pháp. Với sự cải thiện trong quan hệ Anh-Nga, nhu cầu về một quốc gia đệm ở Trung Á đã giảm. Cuộc khủng hoảng phương Đông năm 1840 gần như đã gây ra một cuộc chiến tranh giữa Anh và Pháp, dẫn đến sự cạnh tranh lâu dài giữa Pháp và Nga do sự ghê tởm của Nikolai đối với Louis-Philippe như một kẻ phản bội sự nghiệp bảo hoàng. Điều đó đã cải thiện mối quan hệ giữa London và St. Petersburg và cuối cùng đã dẫn đến Hoàng đế Nikolai thực hiện một chuyến thăm hoàng gia tới London vào năm 1844 để gặp Nữ hoàng Victoria và Thủ tướng Huân tước Peel. Đầu năm 1838, Bá tước Karl Nesselrode, Bộ trưởng Ngoại giao Nga, đã đề nghị với Đại sứ Anh tại St. Petersburg, huân tước Clanricarde rằng Anh và Nga nên ký một hiệp ước phân định các phạm vi ảnh hưởng ở châu Á để chấm dứt "Trò chơi lớn" một lần và mãi mãi. Đến năm 1840, Clanricarde đã báo cáo với Luân Đôn rằng ông hoàn toàn chắc chắn một thỏa thuận làm hài lòng đôi bên có thể được đàm phán và tất cả những gì ông cần là sự cho phép cần thiết từ Bộ Ngoại giao để bắt đầu đàm phán. Từ Calcutta, huân tước Auckland miễn cưỡng chấp nhận lời đề nghị của Nga, đã viết "Tôi mong muốn một Hiệp ước ba bên kiểu phương Tây mà theo đó một giới hạn sẽ được đặt ra trước các bước tiến của Anh, Nga và Ba Tư và các bên sẽ tiếp tục đàn áp việc buôn bán nô lệ và nạn cướp bóc". Mặc dù Anh từ chối lời đề nghị của Nga,nhưng kể từ sau năm 1840, sự cạnh tranh Anh-Nga đã giảm đi rõ rệt và một "mối quan hệ công bằng ở châu Á" đã phát triển. Bộ trưởng Ngoại giao Anh, Huân tước Palmerston từ chối lời đề nghị chấm dứt "Trò chơi lớn" của Nga vì ông tin rằng chừng nào "Trò chơi lớn" còn tiếp diễn, Anh có thể quấy rối Nga ở châu Á để đạt được các mục tiêu chính sách đối ngoại của mình ở châu Âu nhiều hơn Nga có thể quấy rối Anh ở châu Á để đạt được các mục tiêu chính sách đối ngoại của mình ở châu Âu. Palmerston cũng cho rằng vì người Anh có nhiều tiền hơn để mua chuộc những người cai trị địa phương ở Trung Á, điều này mang lại cho họ lợi thế trong "trò chơi" này. Vì thế tốt hơn là tiếp tục "Trò chơi lớn". Palmerston tin rằng chính Anh mới là người nắm giữ lợi thế trong "Trò chơi lớn" và đề nghị của Nga nhằm phân chia phạm vi ảnh hưởng ở châu Á là một dấu hiệu của sự yếu kém và ông không muốn hiệp ước đó được ký kết. Từ quan điểm của Palmerston, việc chấp nhận lời đề nghị của Nga sẽ không được chào đón vì sự kết thúc của "Trò chơi lớn" ở châu Á sẽ dẫn tới sự tái bố trí quyền lực của Nga tới châu Âu, nơi thực sự có giá trị đối với họ. Vì vậy, tốt hơn là giữ "Trò chơi lớn" tiếp tục, mặc dù với tốc độ giảm do căng thẳng với Pháp. Đồng thời, việc giảm căng thẳng Anh-Nga vào những năm 1840 khiến cho việc giữ Afghanistan trở nên xa xỉ hơn từ quan điểm của Anh vì việc có một chính phủ thân thiện ở Kabul dường như không còn cần thiết nữa.
Đến thời điểm này, người Anh đã rời khỏi pháo đài Bala Hissar và chuyển đến một doanh trại được xây dựng ở phía đông bắc Kabul. Vị trí được chọn là không thể phòng thủ được, thấp và có đầm lầy với những ngọn đồi ở mọi phía. Vấn đề tồi tệ hơn, các doanh trại là quá lớn so với số lượng quân đồn trú trong đó với vành đai phòng thủ dài gần hai dặm. Ngoài ra, các cửa hàng và quân nhu nằm trong một pháo đài riêng biệt, cách doanh trại chính 300 mét. Chỉ huy người Anh, Thiếu tướng George Keith Ephinstone, người đến đây vào tháng 4 năm 1841, hầu hết thời gian bị bệnh gút và thấp khớp.
Từ tháng 4 đến tháng 10 năm 1841, các bộ lạc Afghanistan không bị ảnh hưởng đã đổ xô đến hỗ trợ con trai của Dost Mohammad, Akbar Khan, ở Bamiyan và các khu vực khác phía bắc dãy núi Hindu Kush, được tổ chức thành một cuộc kháng chiến hiệu quả của các tù trưởng như Mir Masjidi Khan và những người khác. Vào tháng 9 năm 1841, Macnaghten đã giảm các khoản trợ cấp được trả cho các thủ lĩnh bộ lạc Ghazi để đổi lấy việc chấp nhận Shuja làm Emir và để giữ cho các tuyến đường mở, ngay lập tức dẫn đến cuộc nổi loạn của những người Ghazi và một cuộc thánh chiến được tuyên bố. Các khoản trợ cấp hàng tháng, được hối lộ một cách hiệu quả để các thủ lĩnh Ghazi giữ lòng trung thành, đã giảm từ 80.000 xuống còn 40.000 rupee trong thời điểm lạm phát tràn lan, và vì lòng trung thành của các thủ lĩnh hoàn toàn là vì tài chính, nên lời kêu gọi thánh chiến đã mạnh mẽ hơn. Macnaughten ban đầu không coi trọng mối đe dọa này, viết thư cho Henry Rawlinson ở Kandahar vào ngày 7 tháng 10 năm 1841: "Bọn Đông Ghilzyes đang nhặng xị lên vì bị cắt bớt tiền. Bọn bất lương hiện đã hoàn toàn cắt đứt liên lạc và lúc này tôi đang rất bực mình. Chúng sẽ bị đánh bại một cách đau đớn. Một lần nữa, những kẻ kia sẽ tiếp tục là nguyên tắc của những kẻ lang thang này ".
Macnaughten ra lệnh cho một cuộc viễn chinh. Vào ngày 10 tháng 10 năm 1841, quân Ghazi trong một cuộc đột kích ban đêm đã đánh bại Bộ binh Bản địa thứ ba mươi lăm, nhưng đã bị đánh bại vào ngày hôm sau bởi Khinh binh Thứ mười ba. Sau thất bại của họ, phiến quân chạy trốn lên núi, Macnaughten đã liều lĩnh yêu cầu các tù trưởng nổi loạn gửi con đến triều đình của Shuja làm con tin để ngăn chặn một cuộc nổi loạn khác. Vì Shuja có thói quen cắt xẻo những người làm ông ta khó chịu dù chỉ một chút, Macnaghten yêu cầu những đứa trẻ của các tù trưởng đến triều đình của Emir đã tạo nên nỗi kinh hoàng và khiến các thủ lĩnh Ghazi thề sẽ chiến đấu. Macnaghten, người vừa được bổ nhiệm làm thống đốc bang Bombay, đã bị giằng xé giữa mong muốn rời khỏi Afghanistan với tinh thần ổn định và hòa bình và mong muốn đè bẹp người Ghazi, khiến ông ta phải hòa hoãn, đe dọa những cuộc trả thù khắc nghiệt nhất và thời điểm tiếp theo, thỏa hiệp bằng cách từ bỏ yêu cầu con tin. Chính sách đối đầu và thỏa hiệp xen kẽ của Macnaghten được coi là điểm yếu, điều này đã khuyến khích các thủ lĩnh quanh Kabul bắt đầu nổi loạn. Shuja bị ghét đến nỗi nhiều bộ trưởng của ông và gia tộc Durrani đã tham gia cuộc nổi loạn.
Vào đêm ngày 1 tháng 11 năm 1841, một nhóm các thủ lĩnh Afghanistan đã gặp nhau tại một ngôi nhà ở Kabul để lên kế hoạch cho cuộc nổi dậy, bắt đầu vào sáng ngày hôm sau. Trong một tình huống dễ gây cháy, tia lửa vô tình gây ra bởi Burnes. Một cô gái nô lệ Kashmir, người thuộc về một thủ lĩnh người Pashtun, Abdullah Khan Achakzai sống ở Kabul đã bỏ trốn đến nhà của Burnes. Khi Ackakzai phái người tùy tùng của mình đi bắt cô, người ta phát hiện ra rằng Burnes đã đưa cô gái nô lệ lên giường của ông ta và ông ta đã bị một trong những người của Azkakzai đánh đập. Một jirga bí mật (hội đồng) của các thủ lĩnh của người Pashtun đã được tổ chức để thảo luận về sự vi phạm pashtunwali này, Ackakzai cầm một cuốn kinh Koran trong tay và tuyên bố: "Bây giờ chúng ta có lý do để phá bỏ gông xiềng của bọn người Anh này; chúng đã vươn cánh tay bạo ngược để làm ô nhục những con người tốt và nhỏ bé: chơi một cô gái nô lệ không đáng để tắm theo nghi thức: nhưng chúng ta phải dừng lại ngay tại đây và bây giờ, nếu không những người Anh này sẽ cưỡi con lừa của họ vào lĩnh vực ngu ngốc, đến mức khiến tất cả chúng ta bị bắt và bị trục xuất khỏi đất nước này". Kết thúc bài phát biểu đó, tất cả các thủ lĩnh đều hét lên "Jihad".
Lady Sale đã viết trong nhật ký của mình vào ngày 2 tháng 11 năm 1841: "Sáng sớm hôm nay, tất cả đều hỗn loạn ở Kabul. Các cửa hàng bị cướp bóc và mọi người đánh nhau." Cùng ngày đó, một đám đông "khát máu" xuất hiện bên ngoài ngôi nhà của sĩ quan chính trị thứ hai của Công ty Đông Ấn, Sir Alexander 'Sekundar' Burnes, nơi Burnes ra lệnh cho lính gác Ấn Độ của mình không nổ súng trong khi ông ta đứng bên ngoài hô hào giữa đám đông bằng tiếng Pashtun, cố gắng thuyết phục một cách thiếu thuyết phục những người đàn ông đang tụ tập rằng ông ta không lên giường với con gái hay chị em gái của họ. Đại úy William Broadfoot, người cùng với Burnes nhìn thấy đám đông diễu hành về phía trước, khiến anh ta nổ súng với một sĩ quan khác viết trong nhật ký rằng ông ta "giết năm hoặc sáu người bằng tay của mình trước khi anh ta bị bắn hạ". Đám đông đã đột nhập vào nhà của Burnes, nơi ông ta, anh trai Charles cùng vợ con của họ, một số lính Ấn đều bị xé thành từng mảnh. Đám đông sau đó đã tấn công nhà của người phát lương Johnston dù ông không có mặt. Sau đó ông ta khảo sát phần còn lại của ngôi nhà và đã viết lại rằng họ "chiếm được kho bạc của tôi bằng cách phá hoại bức tường... Họ đã giết chết toàn bộ người bảo vệ (một sĩ quan và 28 lính Ấn), tất cả những người hầu của tôi (nam, nữ và trẻ em), đã cướp ngân khố... đốt tất cả tài liệu văn phòng của tôi... và sở hữu tất cả tài sản riêng của tôi ". Các lực lượng Anh không có hành động đáp trả mặc dù chỉ cách đó có năm phút, điều này khuyến khích các cuộc nổi dậy tiếp theo. Người duy nhất hành động vào ngày hôm đó là Shuja, người đã ra lệnh cho một trong những trung đoàn của anh ta từ Bala Hissar được chỉ huy bởi một lính đánh thuê Scotland tên là Campbell để phá tan cuộc bạo loạn, nhưng thành phố cổ Kabul với những con đường hẹp, ngoằn ngoèo thích hợp phòng thủ. Người của Campbell đến và trúng hỏa lực từ phiến quân trong những ngôi nhà ở trên. Sau khi mất khoảng 200 người, Campbell rút lui về Bala Hissar. Sau khi nghe về sự thất bại của trung đoàn của mình, Shuja rơi vào cái mà Kaye gọi là "tình trạng chán nản và báo động", chìm vào trạng thái trầm cảm khi cuối cùng ông ta nhận ra rằng người dân của mình ghét ông và muốn thấy ông chết. Đại úy Sturt được Elphinstone gửi đến Bala Hissar để xem liệu có thể lấy lại quyền kiểm soát thành phố sau chiều hôm đó hay không, nơi mà bà mẹ vợ của ông, Lady Sale đã ghi chú trong nhật ký của mình: "Ngay khi ông ta bước vào khu vực cung điện, ông ta bị một thanh niên ăn mặc bảnh bao đâm ba nhát, ông ta trốn vào một tòa nhà gần đó và được bảo vệ bởi cánh cổng đóng kín. " Sturt được gửi về nhà để được Lady Sale chăm sóc và Người vợ với lưu lý trước: "Anh ấy đầy máu trong miệng và không thể nói rõ. Anh ấy không thể nằm xuống, vì máu làm anh ta nghẹt thở", chỉ có khả năng vài giờ sau đó mới thốt ra một từ: "bet-ter" (tốt hơn rồi) [61] Lady Sale đã chỉ trích rất nhiều sự lãnh đạo của Elphinstone và viết: "Tướng Elphinstone lúc nào cũng do dự. Phán quyết của anh ta có vẻ tốt, nhưng anh ta luôn bị người nói cuối cùng làm dao động", chỉ trích ông ta vì "... một tình thế rất kỳ lạ mà quân đội Không được gửi ngay vào thành phố để dập tắt cuộc bạo loạn, chúng ta dường như ngồi lặng lẽ với hai bàn tay chắp lại và chỉ biết nhìn".." Mặc dù cả hai đều ở trong doanh trại, Elphinstone thích viết thư cho Macnaughten, với một lá thư vào ngày 2 tháng 11 nói rằng "Tôi đã xem xét những gì có thể làm vào ngày mai" (ông ta quyết định không làm gì vào ngày hôm đó), nói rằng "tình thế khó xử của chúng ta là một điều khó khăn", và cuối cùng kết luận "Chúng ta phải xem những gì buổi sáng mang lại" Tình hình quân Anh sớm xấu đi khi người Afghanistan xông vào pháo đài quân nhu được bảo vệ kém ở Kabul ngày 9 tháng 11.
Trong những tuần tiếp theo, các chỉ huy người Anh đã cố gắng đàm phán với Akbar Khan. Macnaghten đã bí mật đề nghị Akbar làm Wazir Afghanistan đổi lấy việc cho phép người Anh ở lại đồng thời dùng một số tiền lớn để ám sát ông. Điều này đã được báo cáo cho Akbar Khan. Một cuộc họp để đàm phán trực tiếp giữa Macnaghten và Akbar đã được tổ chức gần doanh trại vào ngày 23 tháng 12, nhưng Macnaghten và ba sĩ quan đi cùng đã bị Akbar Khan bắt và giết. Thi thể của Macnaghten đã bị kéo lê trên đường phố Kabul và được bêu ở chợ. Elphinstone đã mất một phần chỉ huy quân đội và quyền lực của ông đã bị tổn hại nặng nề.

## Thảm sát đạo quân của Elphinstone

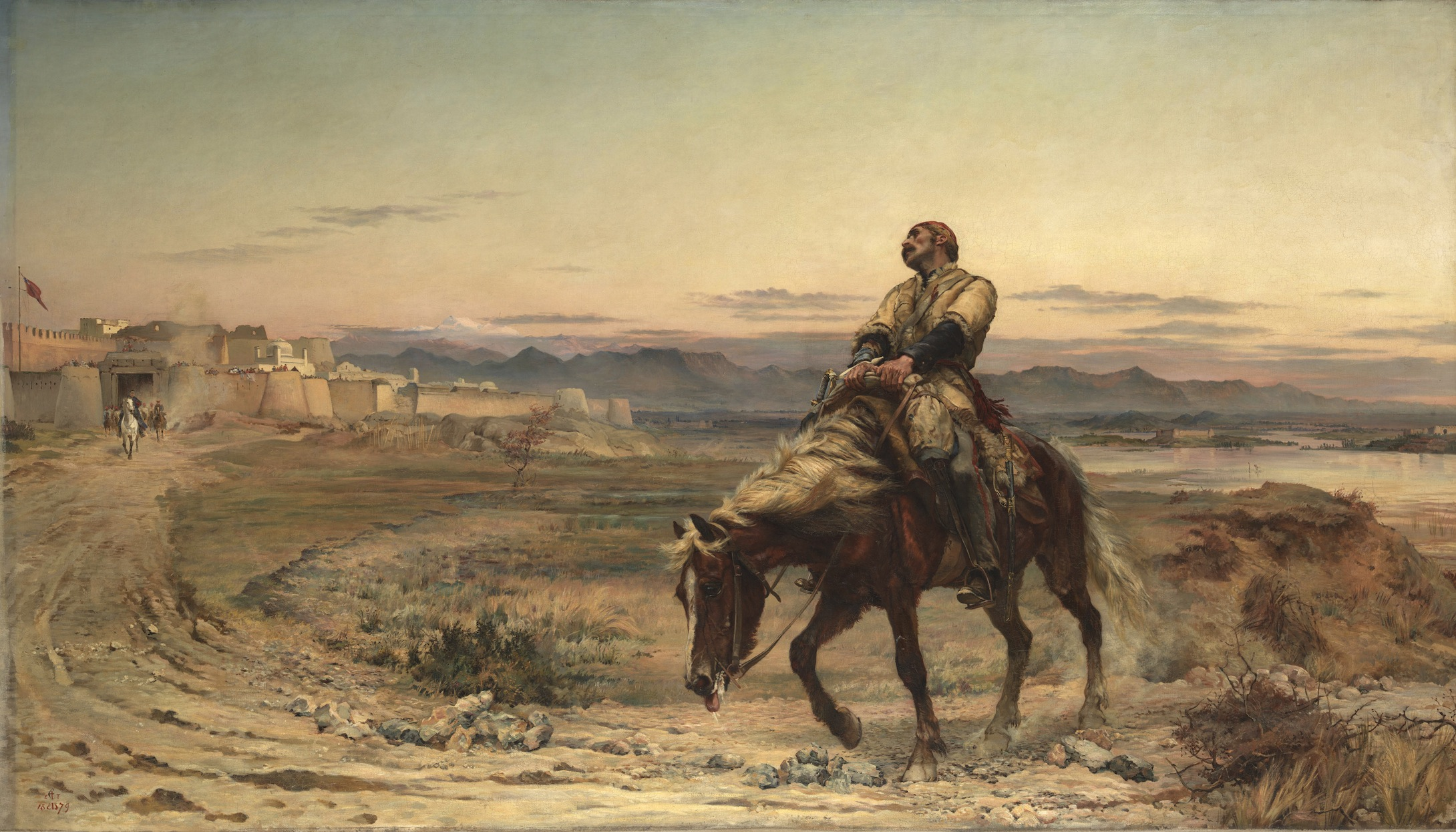
Tàn dư của một đội quân của Elizabeth Butler mô tả sự xuất hiện của trợ lý bác sĩ phẫu thuật, William Brydon tại Jalalabad vào ngày 13 tháng 1 năm 1842

Vào ngày 1 tháng 1 năm 1842, theo một số suy nghĩ bất thường của Elphinstone, có thể có liên quan đến khả năng phòng thủ kém của doanh trại, một thỏa thuận đã được đưa ra nhằm tạo điều kiện cho cuộc di cư an toàn của quân đồn trú Anh và những người theo trại ở Afghanistan. Năm ngày sau, việc rút lui bắt đầu. Đội quân Anh rời đi khoảng 16.500, trong đó khoảng 4.500 là quân nhân và hơn 12.000 là người theo trại. Nhiều người theo trại là những phụ nữ Afghanistan đã lấy người yêu người Anh và biết rằng họ sẽ bị giết bởi những người đàn ông báo thù vì đã làm "nhục" gia đình. Trung úy Eyre nhận xét về những người theo trại rằng "Ngay từ những dặm đầu tiên, họ đã làm tắc nghẽn nghiêm trọng sự di chuyển của chúng tôi". Lady Sale mang theo 40 người hầu, không ai trong số họ được nhắc tên trong nhật ký của bà ta trong khi con trai của Trung úy Eyre được một nữ phục vụ Afghanistan cứu, họ cưỡi ngựa băng qua ổ phục kích với đứa trẻ trên lưng, nhưng anh ta không bao giờ biết được tên cô. Nhà sử học người Mỹ James Perry lưu ý: "Đọc những cuốn nhật ký và tài liệu cũ, gần như là mười hai ngàn người giúp việc bản địa và vợ và con cái không tồn tại riêng lẻ. Theo một cách nào đó, họ thực sự không chết. tất cả bọn họ - bị bắn, bị đâm, bị đóng băng đến chết - trong những ngọn núi này, và không ai bận tâm viết tên của một trong số họ ". Lực lượng quân sự bao gồm chủ yếu là các đơn vị Ấn Độ và một tiểu đoàn Anh, Trung đoàn Bộ binh 44.
Họ đã bị người Pakhtun tấn công khi đang vượt qua những con đường tuyết. Vào ngày đầu tiên, lực lượng rút lui chỉ đi được năm dặm và như Lady Sale viết khi họ đến một ngôi làng của Begramee:. "Không có lều, chỉ có hai hoặc ba tấm màn nhỏ khi đến đó. Tất cả mọi người cào tuyết đi để có nơi để nằm xuống. Buổi tối cực kỳ lạnh, không thể kiếm được chút thức ăn nào cho người hay thú ngoại trừ một số ít bhoosay [thịt hầm xắt nhỏ] mà chúng tôi phải trả năm đến mười rupee ". Khi màn đêm buông xuống và nhiệt độ giảm xuống dưới mức đóng băng, lực lượng rút lui biết rằng họ đã mất tất cả nguồn cung cấp thực phẩm và hành lý. Vào ngày thứ hai, tất cả những người trong trung đoàn 6 của Quân đội Hoàng gia Afghanistan đã bỏ mặc và quay trở lại Kabul, đánh dấu sự kết thúc của nỗ lực đầu tiên nhằm trao cho Afghanistan một đội quân quốc gia. Trong vài tháng sau đó, những gì từng là quân đội của Shuja đã xuống dốc đến nỗi phải đi ăn xin trên đường phố Kabul vì Akbar có tất cả lính đánh thuê của Shuja, những người đã bị cắt xẻo trước khi bị ném ra đường. Bất chấp lời hứa về giấy thông hành an toàn của Akbar Khan, lực lượng Anh-Ấn đã liên tục bị người Ghilzai tấn công, với một cuộc tấn công đặc biệt khốc liệt của người Afghanistan bị đánh bại bằng cuộc tấn công bằng lưỡi lê dũng cảm của Trung đoàn Bộ binh 44.
Trong khi cố gắng để vượt qua đèo Koord-Kabual trên Hindu Kush được mô tả là dài năm dặm và "quá hẹp và quá tù túng ở hai bên đến nỗi mặt trời mùa đông hiếm khi thâm nhập được vào những ngóc ngách ảm đạm của nó", lực lượng Anh-Ấn bị phục kích bởi bộ lạc Ghilzai.v Johnson mô tả "hỏa lực giết người" buộc người Anh phải từ bỏ tất cả hành lý trong khi những người theo trại bất kể giới tính và tuổi tác đều bị đốn hạ bằng gươm. Lady Sale đã viết: "Đạn liên tục bay vèo vèo trước mặt chúng tôi" trong khi một số lính pháo binh đã đập phá cửa hàng trung đoàn để lấy rượu brandy để uống say giữa các cuộc tấn công Afghanistan. Lady Sale đã viết rằng bà ấy đã uống một cốc rượu sherry "bất cứ lúc nào cũng làm tôi mất vẻ quý phái nhưng bây giờ chỉ đủ làm tôi ấm lên." Lady Sale lấy một viên đạn trong cổ tay trong khi cô phải xem con rể Sturt đã "... con ngựa của anh ta bị văng ra khỏi anh ta và trước khi anh ta có thể đứng dậy thì đã bị một vết thương nghiêm trọng ở bụng". Có vợ và mẹ vợ ở bên cạnh giữa trời tuyết, Sturt chảy máu và chết lúc quá nửa đêm. Elphinstone hiền lành, tốt bụng, nhưng ngây thơ và cả tin tiếp tục tin rằng Akbar Khan là "đồng minh" của mình, và tin rằng lời hứa của ông ta sẽ gửi đi những quân nhu bị chiếm nếu ông ta dừng rút lui vào ngày 8 tháng 1. Thêm vào nỗi thống khổ của người Anh, đêm đó một trận bão tuyết dữ dội đã thổi qua và khiến hàng trăm người đóng băng đến chết.
Vào ngày 9 tháng 1 năm 1842, Akbar đã gửi một người đưa tin nói rằng ông ta sẵn sàng bắt tất cả phụ nữ Anh làm con tin, nói với ông rằng họ sẽ không bị tổn hại, và nói rằng nếu không đồng ý thì bộ lạc của ông sẽ không thương xót và giết tất cả phụ nữ và trẻ em. Một trong những sĩ quan Anh được phái đến đàm phán với Akbar đã nghe ông nói với bộ lạc của mình bằng tiếng Dari (Farsi Afghanistan) - một ngôn ngữ được nhiều sĩ quan Anh nói - để "tha" cho người Anh trong khi nói bằng tiếng Pashtun mà hầu hết các sĩ quan Anh không nói, là "giết tất cả". Lady Sale, cô con gái mang thai Alexandria và những người phụ nữ và trẻ em Anh còn lại chấp nhận đề nghị an toàn của Akbar trở lại Kabul. Vì Công ty Đông Ấn sẽ không trả tiền chuộc cho phụ nữ và trẻ em Ấn Độ, Akbar đã từ chối chấp nhận họ. Vì vậy, phụ nữ và trẻ em Ấn Độ đã chết với phần còn lại của lực lượng ở Hindu Kush. Những người theo trại bị người Afghanistan bắt giữ đã bị lột hết quần áo và bị đóng băng đến chết trong tuyết. Lady Sale đã viết rằng khi cô được đưa trở lại Kabul, cô nhận thấy: "Con đường được bao phủ bởi những xác người tơi tả khủng khiếp, tất cả đều lõa lồ".
Vào sáng sớm ngày 10 tháng 1, đoàn quân tiếp tục đi, tất cả mọi người đều mệt mỏi, đói và lạnh. Hầu hết các lính Ấn vào thời điểm này đã bị mất một hoặc hai ngón tay vì bị cóng và không thể bắn súng. Tại con đèo hẹp Tunghee Tareekee, dài 50 thước, và chỉ rộng 4 thước, bộ lạc Ghizye đã phục kích đơn vị, giết chết không thương tiếc tất cả những người theo trại. Những người lính Anh-Ấn đã chiến đấu theo cách của họ trên xác chết của những người theo trại cùng với những tổn thất nặng nề cho chính họ. Từ một ngọn đồi, Akbar Khan và các thủ lĩnh của mình theo dõi cuộc tàn sát khi ngồi trên lưng ngựa, dường như rất thích thú với cuộc tàn sát. Đại úy Shelton và một vài binh sĩ từ trung đoàn 44 giữ phía sau đoàn quân và đánh lui các cuộc tấn công liên tiếp của quân Afghanistan mặc dù bị áp đảo. Johnson mô tả Shelton chiến đấu như một "con chó săn". Bằng thanh kiếm của mình, ông đã hạ gục bất kỳ người Afghanistan nào cố gắng bắt ông. Đến cuối ngày, không một người Afghanistan nào làm gì được ông ta. Vào tối ngày 11 tháng 1 năm 1842, Tướng Elphinstone, Đại úy Shelton, người trả lương Johnston và Đại úy Skinner đã gặp Akbar Khan để yêu cầu ông ta dừng các cuộc tấn công. Akbar Khan cho họ dùng trà ấm và một bữa ăn ngon trước khi nói với họ rằng tất cả họ giờ là con tin của ông ta khi ông ta nghĩ rằng Công ty Đông Ấn sẽ trả tiền chuộc cho sự tự do của họ, và khi Đại úy Skinner cố gắng chống cự, ông ta đã bị bắn vào mặt Quyền chỉ huy lúc này do lữ đoàn trưởng Thomas Anquetil nắm.
Rất nhiều người di tản đã thiệt mạng khi họ tiến được 30 dặm (48 km) qua những hẻm núi và con đèo nguy hiểm nằm dọc theo sông Kabul giữa Kabul và Gandamak, và bị thảm sát tại đèo Gandamak trước khi một người sống sót đạt đến đơn vị đồn trú bị bao vây tại Jalalabad. Tại Gandamak, khoảng 20 sĩ quan và 45 lính trơn khác của trung đoàn 44, cùng với một số pháo binh và lính Ấn, được trang bị khoảng 20 súng hỏa mai và hai viên đạn cho mỗi người, thấy mình vào lúc bình minh bị bao vây bởi các bộ lạc Afghanistan. Lực lượng đã bị giảm xuống dưới bốn mươi người sau cuộc rút quân khỏi Kabul mà đến cuối cùng trở thành một cuộc chiến đấu liên tục trong hai feet tuyết. Mặt đất bị đóng băng, những người đàn ông không có nơi trú ẩn và có ít thức ăn trong nhiều tuần. Trong số vũ khí còn lại cho những người sống sót tại Gandamak, có khoảng một tá súng hỏa mai, súng lục của sĩ quan và một vài thanh kiếm. Người Anh đã hình thành thế cân bằng và đánh bại cuộc tấn công của người Afghanistan trong vài trận đầu, "khiến người Afghanistan nhiều lần phải xuống đồi" trước khi hết đạn. Sau đó, họ chiến đấu bằng lưỡi lê và kiếm của mình trước khi bị áp đảo. Người Afghanistan chỉ bắt 9 tù nhân và giết phần còn lại. Những tàn dư của trung đoàn 44 đều bị giết trừ Đại úy James Souter, Trung sĩ Fair và bảy người lính bị bắt làm tù binh. Người lính duy nhất đến được Jalalabad là bác sĩ William Brydon và một vài người lính Ấn trong những đêm tiếp theo. Một nguồn khác nói rằng hơn một trăm người Anh đã bị bắt làm tù binh.
Nhiều phụ nữ và trẻ em đã bị bắt giữ bởi các bộ lạc Afghanistan; một số phụ nữ đã kết hôn với những kẻ bắt giữ họ (trong đó có vợ của đại úy Warburton). Những đứa trẻ được đưa ra khỏi chiến trường sau đó được xác định là vào đầu thế kỷ 20 là con của những người lính thiệt mạng đã được các gia đình Afghanistan nuôi dưỡng như con ruột của họ.

## Trả đũa
Cùng lúc với các cuộc tấn công vào quân đồn trú tại Kabul, các lực lượng Afghanistan đã bao vây các đạo quân Anh khác ở Kandahar (nơi đóng quân của Anh lớn nhất ở nước này), Jalalabad (được tổ chức bởi một lực lượng được phái từ Kabul vào tháng 10 năm 1841 như là giai đoạn đầu của kế hoạch rút lui) và Ghazni. Ghazni đã bị đột chiếm nhưng các đội quân đồn trú khác đã chống trả cho đến khi lực lượng cứu trợ đến từ Ấn Độ vào mùa xuân năm 1842. Akbar Khan bị đánh bại gần Jalalabad và kế hoạch được đặt ra để chiếm lại Kabul và khôi phục quyền bá chủ của Anh.
Tuy nhiên, huân tước Auckland đã bị tai biến và được thay thế bởi huân tước Ellenborough, người được chỉ thị chấm dứt chiến tranh sau khi thay đổi chính phủ ở Anh. Ellenborough đã ra lệnh cho các lực lượng tại Kandahar và Jalalabad rời khỏi Afghanistan sau khi trả thù và đảm bảo việc thả tù nhân bị bắt trong cuộc rút lui khỏi Kabul.
Vào tháng 8 năm 1842, Tướng Nott tiến từ Kandahar, cướp bóc vùng nông thôn và chiếm giữ Ghazni v ông ta phá hủy công sự. Trong khi đó, Tướng Pollock, người đã chỉ huy một lực lượng đang suy sụp tinh thần ở Peshawar đã sử dụng nó để dọn đèo Khyber để đến Jalalabad, nơi tướng Sale đã bãi bỏ cuộc bao vây. Từ Jalalabad, Tướng Pollock đã gây ra một thất bại nặng nề hơn nữa cho Akbar Khan. Các lực lượng Anh kết hợp đã đánh bại tất cả các phe đối lập trước khi chiếm Kabul vào tháng Chín. Một tháng sau, khi giải cứu các tù nhân và phá hủy khu chợ chính của thành phố như một hành động trả thù cho việc hủy diệt đạo quân của Elphinstone, họ đã rút khỏi Afghanistan qua Đèo Khyber. Dost Muhammad đã được trả tự do và tái lập quyền lực ở Kabul. Ông qua đời vào ngày 9 tháng 6 năm 1863. Dost Mohammad được cho là đã nói:
Tôi đã bị tấn công bởi lượng tài nguyên, tàu và kho vũ khí rất lớn của các ông, nhưng điều tôi không thể hiểu là tại sao những người cai trị của một đế chế quá rộng lớn và hưng thịnh phải vượt qua sông Ấn để tước đoạt đất nước nghèo nàn và cằn cỗi của tôi.

## Di sản
Nhiều tiếng nói ở Anh, từ huân tước Aberdeen đến Benjamin Disraeli, đã chỉ trích cuộc chiến là thiếu suy nghĩ và điên rồ. Mối đe dọa từ Nga đã được phóng đại lên rất nhiều mà không tính đến khoảng cách, hàng rào núi gần như không thể vượt qua và các vấn đề hậu cần mà một cuộc xâm lược sẽ phải giải quyết. Trong ba thập kỷ sau Chiến tranh Anh-Afghanistan đầu tiên, người Nga đã tiến dần về phía nam tới Afghanistan. Năm 1842, biên giới Nga nằm ở phía bên kia của Biển Aral từ Afghanistan; nhưng năm năm sau, các tiền đồn của Sa hoàng đã chuyển đến vùng thấp hơn của Amu Darya. Đến năm 1865, Tashkent đã chính thức bị sát nhập, cũng như Samarkand ba năm sau đó. Một hiệp ước hòa bình vào năm 1873 với Amir Alim Khan của triều đại Manghit, người cai trị Bukhara, gần như tước bỏ sự độc lập của ông. Sự kiểm soát của Nga sau đó đã mở rộng đến tận bờ bắc của Amu Darya.
Năm 1878, người Anh xâm lược một lần nữa, bắt đầu Chiến tranh Anh-Afghanistan lần thứ hai.
Bức tranh nổi tiếng về Bác sĩ William Brydon của Lady Butler, ban đầu được cho là người sống sót duy nhất, thở hổn hển đến tiền đồn của Anh ở Jalalabad, đã giúp Afghanistan nổi danh là mồ chôn cho quân đội nước ngoài và trở thành một trong những thiên sử thi vĩ đại của đế quốc.
Năm 1843, Tuyên úy quân đội Anh G.R. Gleig đã viết một cuốn hồi ký về cuộc Chiến tranh Anh-Afghanistan (lần thứ nhất) thảm khốc, trong đó ông là một trong số rất ít người sống sót. Ông viết rằng đó là
một cuộc chiến bắt đầu không có mục đích khôn ngoan, được tiến hành với một hỗn hợp kỳ lạ của sự nổi loạn và rụt rè, đã chấm dứt với đau khổ và thảm họa, không có nhiều vinh quang gắn liền với chính phủ chỉ đạo hay đại bộ phận quân đội đã tiến hành cuộc chiến đó. Không một lợi ích về chính trị hay quân sự nào đạt được từ cuộc chiến này. Cuộc di tản cuối cùng của chúng tôi về nước giống như sự rút lui của một đội quân đã bị đánh bại.

Nhà thờ St. John the Eveachist nằm ở Navy Nagar, Mumbai, Ấn Độ, thường được gọi là Nhà thờ Afghanistan, được dành riêng vào năm 1852 như một đài tưởng niệm người chết trong cuộc xung đột.